# 胡丙长

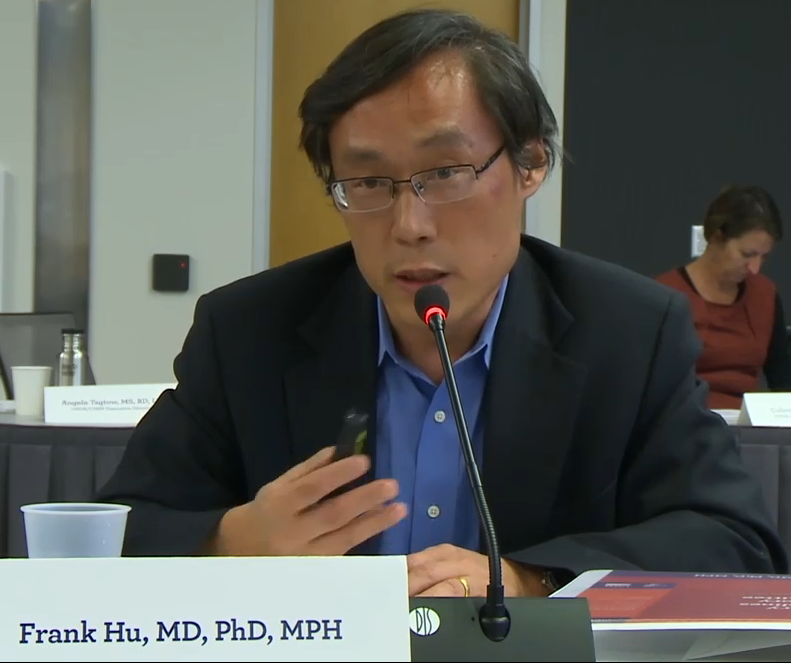
胡丙長出席2014年美國飲食指南諮詢委員會會議

胡丙长（1966年—）是一名美國華裔學者，現為美國哈佛大學營養學與流行病學教授，美國國家醫學院院士，同時為美国波士顿肥胖与营养研究中心流行病学与生物统计室主任。主要从事营养与慢性疾病的关系研究。

## 生平
胡丙長於1966年10月出生于中國湖北省洪湖縣（現洪湖市），1988年毕业于华中科技大学同济医学院，1994年，獲美国伊利諾大學芝加哥分校公共卫生硕士学位，1996年获得伊利諾大學芝加哥分校博士学位。曾任哈佛公共卫生学院和哈佛医学院助理教授、副教授和终身教授、兼任华中科技大学同济医学院公共卫生学院长江学者讲座教授。
2014年，被中国国务院侨办聘为海外专家咨询委员会委员。
2015年10月19日胡丙长當選為美國國立醫學研究院（NAM）院士，這是健康和醫學領域的最高榮譽之一。

## 研究
胡丙长在《新英格兰医学杂志》（NEJM）、《美国医学会杂志》（JAMA）、《柳叶刀》（Lancet）等顶尖医学杂志上发表了多篇文章，並在糖尿病和冠心病的病因与预防领域取得了世界公认的成就，特别对营养、遗传因素及其交互作用在肥胖与糖尿病发生发展中的作用作出了原创性的贡献。他的小組對許多飲食和生活方式因素以及罹患糖尿病和心血管疾病的風險進行了詳細分析，包括含糖飲料、咖啡、紅肉、飽和和多元不飽和脂肪、鐵質和飲食習慣，這些發現為當前的公共衛生建議和預防慢性病的政策做出了貢獻。此外，胡丙長還與來自中國的研究人員合作，研究了中國人群的營養轉變，代謝表型和心血管疾病；他的研究還擴展到全球營養，肥胖和政策問題。另外，他的研究证实了反式脂肪对心脏的危害（在1997年被美国心脏病协会列为10大杰出的研究成果之一），以及中度剧烈的体力活动能预防糖尿病的发生 。同時他也對含糖飲料以及肥胖、2型糖尿病和心血管疾病的風險進行了廣泛的研究。

## 榮譽
2010年胡丙長獲得美國糖尿病協會頒發的凱利·韋斯特流行病學傑出成就獎，并曾获两个年度的美国心脏协会最佳十项研究进展奖。
2017年，獲頒華中科大「傑出校友」榮譽稱號。

## 外部連結
- Frank Hu - Harvard T.H. Chan School of Public Health （页面存档备份，存于）
- Frank Hu （页面存档备份，存于） at Google Scholar